# Tour de France 1984
71. Tour de France rozpoczął się 29 czerwca w Montreuil, a zakończył się 22 lipca w Paryżu. Wyścig składał się z prologu i 23 etapów. Cała trasa liczyła 4021 km.
Klasyfikację generalną wygrał po raz drugi z rzędu Francuz Laurent Fignon, wyprzedzając swego rodaka Bernarda Hinaulta i Amerykanina Grega LeMonda. LeMond wygrał klasyfikację młodzieżową i kombinowaną, punktową wygrał Belg Frank Hoste, górską Brytyjczyk Robert Millar, a sprinterską Holender Jacques Hanegraaf. Najaktywniejszym kolarzem został Bernard Hinault. W klasyfikacji drużynowej najlepsza była francuska drużyna Renault, a w drużynowej klasyfikacji punktowej zwyciężył holenderski Panasonic.

## Zmiany w stosunku do poprzednich edycji
W 1984 roku wprowadzono czerwoną koszulkę dla najlepszego kolarza w klasyfikacji sprinterskiej. W tym samym czasie rozegrano także wyścig dla kobiet, oficjalnie nazwany Tour de France Féminin.
Powrócono także do prowadzenia klasyfikacji kombinowanej.

## Drużyny
W tej edycji TdF wzięło udział 17 drużyn:
- Renault-Elf
- Reynolds
- Panasonic-Raleigh
- La Redoute
- Système U
- Skil-Reydel-Sem
- Peugeot-Shell-Michelin
- Sporting Lisboa-Raposeira
- Teka
- Mondial Moquette-Splendor
- Coop-Hoonved-Rossin
- Cilo-Aufina
- Kwantum Hallen-Decossol
- La Vie Claire-Terraillon
- Colombia-Varta
- Europ Decor-Boule d’Or-Eddy Merckx
- Carrera-Inoxpran

## Etapy
| P  | 29 czerwca | Montreuil – Noisy-le-Sec        | ITT 5,4 km    | Bernard Hinault        | Bernard Hinault    |               |               |
| 1  | 30 czerwca | Bondy – Saint-Denis             | 148,5 km      | Frank Hoste            | Ludo Peeters       |               |               |
| 2  | 1 lipca    | Bobigny – Louvroil              | 249,5 km      | Marc Madiot            | Jacques Hanegraaf  |               |               |
| 3  | 2 lipca    | Louvroil – Valenciennes         | TTT 51,0 km   | Renault                | Jacques Hanegraaf  |               |               |
| 4  | 2 lipca    | Valenciennes – Béthune          | 83,0 km       | Ferdi Van Den Haute    | Adrie van der Poel |               |               |
| 5  | 3 lipca    | Béthune – Cergy-Pontoise        | 207,0 km      | Paulo Ferreira         | Vincent Barteau    |               |               |
| 6  | 4 lipca    | Cergy-Pontoise – Alençon        | 202,0 km      | Frank Hoste            | Vincent Barteau    |               |               |
| 7  | 5 lipca    | Alençon – Le Mans               | ITT 67,0 km   | Laurent Fignon         | Vincent Barteau    |               |               |
| 8  | 6 lipca    | Le Mans – Nantes                | 192,0 km      | Pascal Jules           | Vincent Barteau    |               |               |
| 9  | 7 lipca    | Nantes – Bordeaux               | 338,0 km      | Jan Raas               | Vincent Barteau    |               |               |
| 10 | 8 lipca    | Langon – Pau                    | 198,0 km      | Eric Vanderaerden      | Vincent Barteau    |               |               |
| 11 | 9 lipca    | Pau – Guzet-Neige               | 226,5 km      | Robert Millar          | Vincent Barteau    |               |               |
| 12 | 10 lipca   | Saint-Girons – Blagnac          | 111,0 km      | Pascal Poisson         | Vincent Barteau    |               |               |
| 13 | 11 lipca   | Blagnac – Rodez                 | 220,5 km      | Pierre-Henri Menthéour | Vincent Barteau    |               |               |
| 14 | 12 lipca   | Rodez – Domaine du Rouret       | 227,5 km      | Fons De Wolf           | Vincent Barteau    |               |               |
| 15 | 13 lipca   | Domaine du Rouret – Grenoble    | 241,5 km      | Frédéric Vichot        | Vincent Barteau    |               |               |
|    | 14 lipca   | Dzień przerwy                   | Dzień przerwy | Dzień przerwy          | Dzień przerwy      | Dzień przerwy | Dzień przerwy |
| 16 | 15 lipca   | Les Échelles – La Ruchère       | ITT 22,0 km   | Laurent Fignon         | Vincent Barteau    |               |               |
| 17 | 16 lipca   | Grenoble – L’Alpe d’Huez        | 151,0 km      | Luis Herrera           | Laurent Fignon     |               |               |
| 18 | 17 lipca   | Le Bourg-d’Oisans – La Plagne   | 185,0 km      | Laurent Fignon         | Laurent Fignon     |               |               |
| 19 | 18 lipca   | La Plagne – Morzine             | 186,0 km      | Ángel Arroyo           | Laurent Fignon     |               |               |
| 20 | 19 lipca   | Morzine – Crans-Montana         | 140,5 km      | Laurent Fignon         | Laurent Fignon     |               |               |
| 21 | 20 lipca   | Crans-Montana – Villefranche    | 320,5 km      | Frank Hoste            | Laurent Fignon     |               |               |
| 22 | 21 lipca   | Villié-Morgon – Villefranche    | ITT 51,0 km   | Laurent Fignon         | Laurent Fignon     |               |               |
| 23 | 22 lipca   | Pantin – Paryż (Champs-Élysées) | 196,5 km      | Eric Vanderaerden      | Laurent Fignon     |               |               |

## Klasyfikacje końcowe

### Klasyfikacja generalna
| Pozycja | Zawodnik           | Drużyna       | Czas          |
| ------- | ------------------ | ------------- | ------------- |
| 1.      | Laurent Fignon     | Renault       | 112 h 03′ 40″ |
| 2.      | Bernard Hinault    | La Vie Claire | +10′ 32″      |
| 3.      | Greg LeMond        | Renault       | +11′ 46″      |
| 4.      | Robert Millar      | Peugeot       | +14′ 42″      |
| 5.      | Sean Kelly         | SEM           | +16′ 35″      |
| 6.      | Ángel Arroyo       | Reynolds      | +19′ 22″      |
| 7.      | Pascal Simon       | Peugeot       | +21′ 17″      |
| 8.      | Pedro Muñoz        | Teka          | +26′ 17″      |
| 9.      | Claude Criquielion | Splendor      | +29′ 12″      |
| 10.     | Phil Anderson      | Panasonic     | +29′ 16″      |

### Klasyfikacja punktowa
| Pozycja | Zawodnik          | Drużyna       | Punkty |
| ------- | ----------------- | ------------- | ------ |
| 1.      | Frank Hoste       | Boule d’Or    | 322    |
| 2.      | Sean Kelly        | SEM           | 318    |
| 3.      | Eric Vanderaerden | Panasonic     | 247    |
| 4.      | Leo van Vliet     | Kwantum       | 173    |
| 5.      | Bernard Hinault   | La Vie Claire | 146    |

### Klasyfikacja górska
| Pozycja | Zawodnik                | Drużyna  | Punkty |
| ------- | ----------------------- | -------- | ------ |
| 1.      | Robert Millar           | Peugeot  | 284    |
| 2.      | Laurent Fignon          | Renault  | 212    |
| 3.      | Ángel Arroyo            | Reynolds | 140    |
| 4.      | Luis Herrera            | Varta    | 108    |
| 5.      | José Patrocinio Jiménez | Teka     | 92     |

### Klasyfikacja młodzieżowa
| Pozycja | Zawodnik        | Drużyna       | Czas          |
| ------- | --------------- | ------------- | ------------- |
| 1.      | Greg LeMond     | Renault       | 112 h 15′ 26″ |
| 2.      | Pedro Muñoz     | Teka          | +14′ 31″      |
| 3.      | Niki Rüttimann  | La Vie Claire | +19′ 12″      |
| 4.      | Rafael Acevedo  | Colombia      | +21′ 46″      |
| 5.      | Antonio Agudelo | Colombia      | +37′ 39″      |

### Klasyfikacja sprinterska
| Pozycja | Zawodnik          | Drużyna       | Punkty |
| ------- | ----------------- | ------------- | ------ |
| 1.      | Jacques Hanegraaf | Kwantum       | 155    |
| 2.      | Bernard Hinault   | La Vie Claire | 52     |
| 3.      | Laurent Fignon    | Renault       | 51     |

### Klasyfikacja kombinowana
| Pozycja | Zawodnik        | Drużyna       | Punkty |
| ------- | --------------- | ------------- | ------ |
| 1.      | Greg LeMond     | Kwantum       | 91     |
| 2.      | Sean Kelly      | La Vie Claire | 85     |
| 3.      | Bernard Hinault | Renault       | 76     |

### Klasyfikacja drużynowa punktowa
| Pozycja | Drużyna   | Punkty |
| ------- | --------- | ------ |
| 1.      | Panasonic | 1159   |
| 2.      | Renault   | 1318   |
| 3.      | Peugeot   | 1322   |

### Klasyfikacja drużynowa
| Pozycja | Drużyna       | Czas          |
| ------- | ------------- | ------------- |
| 1.      | Renault       | 336 h 31′ 16″ |
| 2.      | Skil          | +46′ 44″      |
| 3.      | Reynolds      | +57′ 58″      |
| 4.      | Peugeot       | +1 h 01′ 57″  |
| 5.      | La Vie Claire | +1 h 15′ 59″  |